# Air Jelatang
Air Jelatang is een bestuurslaag in het regentschap Kaur van de provincie Bengkulu, Indonesië. Air Jelatang telt 266 inwoners (volkstelling 2010).